# Aplidium ocellatum
Aplidium ocellatum är en sjöpungsart som beskrevs av Monniot 1987. Aplidium ocellatum ingår i släktet Aplidium och familjen klumpsjöpungar. Inga underarter finns listade i Catalogue of Life.